# 1844년 미국 대통령 선거
1844년 미국 대통령 선거는 1844년 미국에서 치러진 대통령 선거로, 민주당의 제임스 K. 포크 후보가 당선되었다

## 배경
1841년 윌리엄 해리슨 대통령이 당선 직후 사망하자, 존 타일러 부통령이 대통령이 되었으나, 북부가 주류인 휘그당의 반발을 산 데다, 대중의 외면까지 더해졌고, 1841년 9월 13일 휘그당은 그를 출당시킨다.
무소속이 된 타일러 대통령은 정치세력을 끌어모으기 위해 텍사스 합병 문제를 대두하기 시작한다

## 후보선출

### 휘그당
| 이름                  | 1차투표 | 2차투표 | 3차투표 | 비고        |
| --------------------- | ------- | ------- | ------- | ----------- |
| 시어도어 프릴링하이젠 | 101     | 118     | 154     | 부통령 후보 |
| 존 데이비스           | 83      | 75      | 79      |             |
| 밀러드 필모어         | 53      | 51      | 40      |             |
| 존 서젼트             | 38      | 33      |         |             |
|                       |         |         |         |             |
| 총투표수              | 275     | 275     | 275     |             |

1844년 5월 1일 휘그당은 전당대회를 열고 헨리 클레이 상원의원을 대통령 후보, 시어도어 프릴링하이젠을 부통령 후보로 선출한다

### 민주당
1844년 5월 27일 개최된 민주당 전당대회는 2/3라는 조건으로 인해 9차에 걸친 투표를 통해 초반 대세였던 마틴 밴 뷰런 전 대통령과 레위스 캐스 후보 등을 꺾고 8차 투표에서 뛰어든 제임스 K. 포크 하원의장이 후보로 선출된다.

### 타일러
타일러 지지세력은 5월 27일과 28일, 발티모어에서 대회를 갖고 존 타일러 대통령의 재도전을 결의하지만, 지지세력의 부족을 느낀 타일러 대통령은 10월 25일 사퇴한다

### 기타
나우부 시장 조셉 스미스 주니어는 의회의 축소, 감옥 폐쇄, 자유무역, 연방은행 재설립 등의 공약을 내걸고 무소속으로 출마했으나 6월 27일 암살된다
노예제에 반대하는 자유당은 제임스 버니를 대통령후보로 추대한다

## 선거 과정
제임스 포크는 대외팽창을 위해 텍사스 합병에 관련된 공약을 내세웠으며, 이는 꽤 큰 지지를 받아 헨리 클레이조차 전쟁이 없는 조건으로 텍사스를 합병하겠다는 공약을 내세운다

## 선거 결과
| 대통령 후보        | 정당   | 근거지 | 득표수    | 지지율   | 선거인단 득표 |
| ------------------ | ------ | ------ | --------- | -------- | ------------- |
| 제임스 포크        | 민주당 | 테네시 | 1,339,494 | 49.5%    | 170           |
| 헨리 클레이 시니어 | 휘그당 | 켄터키 | 1,300,004 | 48.1%    | 105           |
| 제임스 버니        | 자유당 | 미시간 | 62,103    | 2.3%     | 0             |
| 계                 | 계     | 계     | 2,703,659 | 100.00 % | 275           |

| 부통령 후보           | 정당   | 근거지       | 선거인단 득표 |
| --------------------- | ------ | ------------ | ------------- |
| 제임스 댈러스         | 민주당 | 펜실베이니아 | 170           |
| 시어도어 프릴링하이젠 | 휘그당 | 켄터키       | 105           |
| 토마스 모리스         | 자유당 | 오하이오     | 0             |
| 계                    | 계     | 계           | 275           |

## 같이 보기
- 제2 정당제 (미국)
- 1844년 미국 하원의원 선거
- 1844년 미국 상원의원 선거